# Kamila Ungrová
Kamila Ungrová (18. června 1887 Kouřim – 7. ledna 1972 Praha) byla česká operní pěvkyně, hudební pedagožka, primadona opery Národního divadla v Praze, významná postava rozvoje českého operního divadla a divadla v Čechách obecně. Byla jednou z posledních osobností pohřbených do hrobky Slavín na Vyšehradském hřbitově.

## Život

### Mládí
Narodila se v Kouřimi v rodině regenschora a učitele hudby Karla Ungera, vyrůstala tak v muzikálním prostředí a u své opatrovnice se školila ve zpěvu a hudbě, dále studovala na pražské Pivodově hudební škole u ředitele Adolfa Piskáčka a posléze u Ludmily Procházkové-Neumannové.

### Národní divadlo

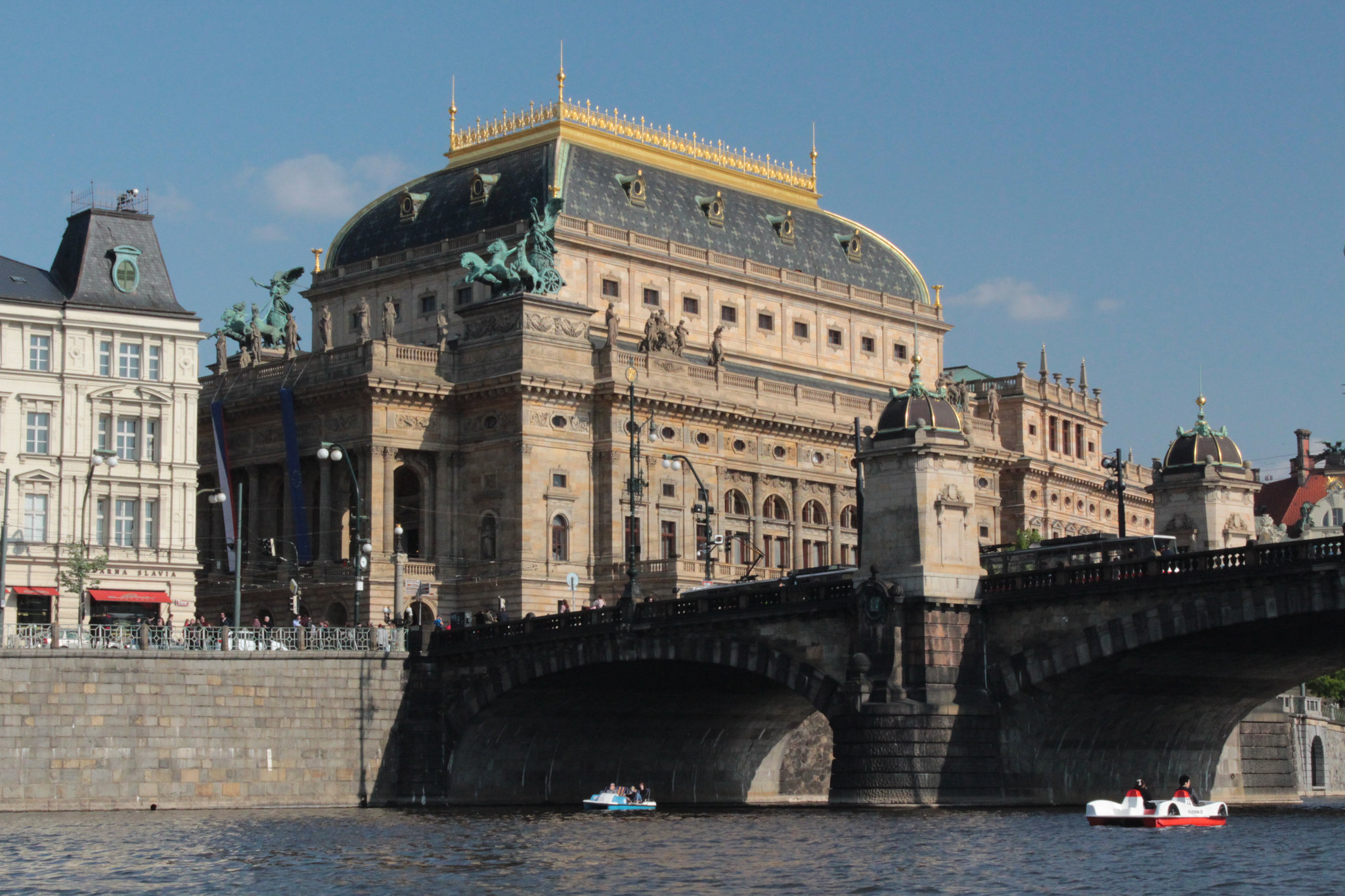
Národní divadlo v Praze, stálá scéna Kamily Ungrové

Roku 1906 byla přizvána k hostování v Národním divadle pod vedením nového ředitele Gustava Schmoranze a šéfa opery Karla Kovařovice. Své první divadelní vystoupení absolvovala rolí Nanette při premiéře opery Orfeus a Eurydika Christopha Willibalda Glucka 10. listopadu 1906. Již v první inscenaci, kde byla angažována, pěvecky i herecky vynikla, hned roku 1907 tedy přijala nabídku stálého angažmá sólistky.
Za svou kariéru v Národním divadle ztvárnila celou řadu titulních i vedlejších rolí v operních představeních a zpěvohrách, včetně české premiéry opery Tristan a Isolda Richarda Wagnera (Isolda). Profesně se setkávala s hojně obsazovanou sólistkou Annou Slavíkovou. 30. května 1927 Ungrová rovněž vystoupila v roli Mařenky ve Smetanově Prodané nevěstě v jubilejní tisící repríze opery na Národním divadle pod taktovkou Otakara Ostrčila. V roli Jeníka účinkoval Otakar Mařák, Kecala ztvárnil Emil Pollert. Spolupracovala s předními profesionály českého divadla v Praze, sama zde ve 10. a 20. letech 20. století platila za přední českou operní pěvkyni, která svými profesními kvalitami rovněž pozvedá národní jazyk. V reakci na její ztvárňování smetanovských figur se o ní v kritikách zmínil též pozdější ministr školství Zdeněk Nejedlý.
Svou profesionální kariéru zakončila 3. června 1928 rolí Karoliny ve Smetanově komické opeře Dvě vdovy. Následně se Ungrová věnovala pedagogické hudební činnosti a výuce zpěvu.

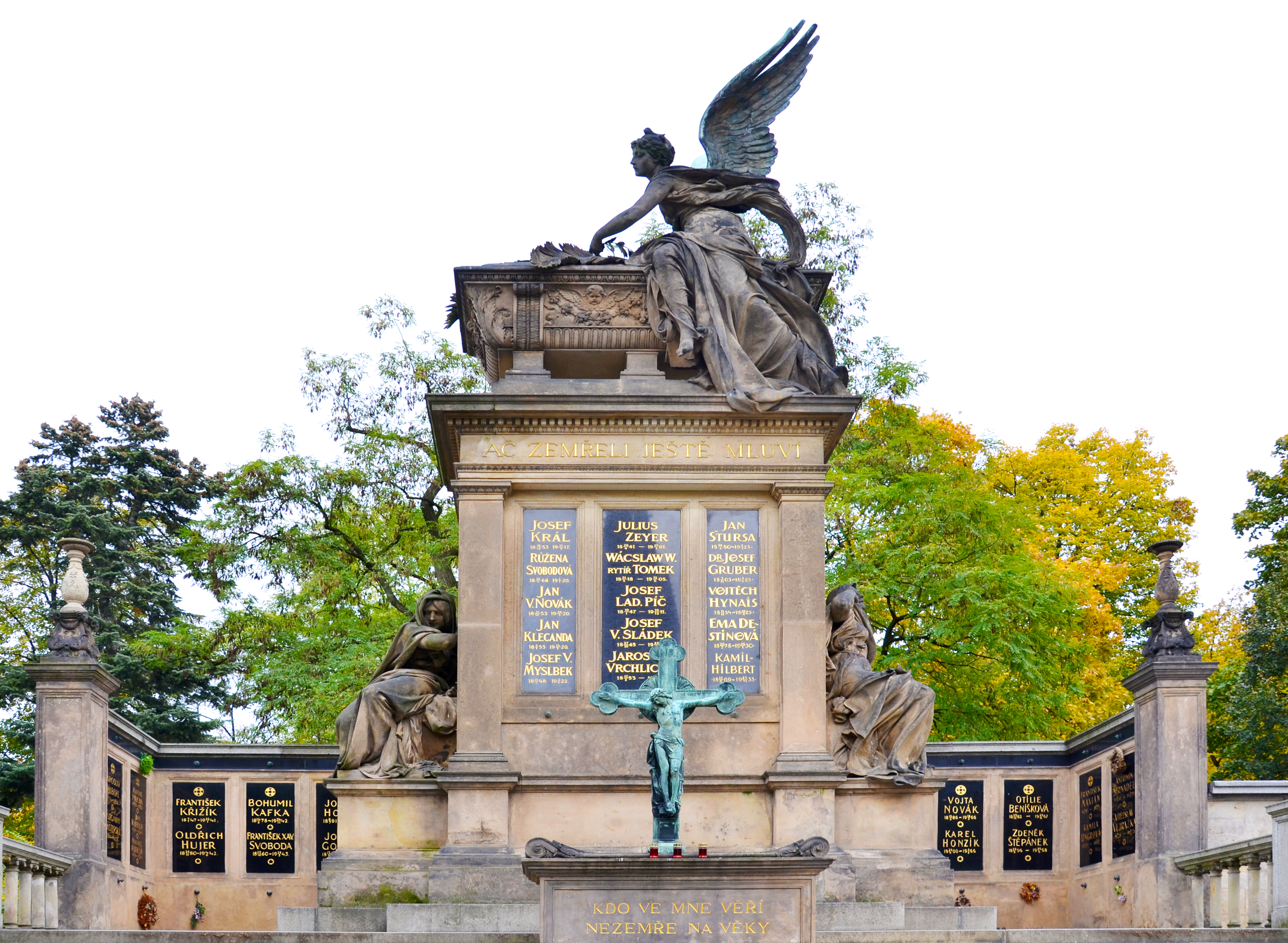
Hrobka Slavín na Vyšehradském hřbitově.

### Úmrtí
Kamila Ungrová zemřela 7. ledna 1972 v Praze ve věku 86 let. Z iniciativy spolku Svatobor byla pohřbena v hrobce Slavín na Vyšehradském hřbitově.

## Hlavní role v Národním divadle (výběr)
- Isolda, Wagner: Tristan a Isolda (1907)
- Libuše, Smetana: Libuše
- Vendulka, Smetana: Hubička
- Karolína, Smetana: Dvě vdovy
- Mařenka, Smetana: Prodaná nevěsta
- Mignon, Thomas: Mignon
- Xenie, Antonín Dvořák: Dimitrij
- Taťána, Čajkovskij: Evžen Oněgin
- Čo-Čo-San, Puccini: Madam Butterfly
- Jenůfa, Janáček: Její pastorkyňa
- Káťa, Janáček: Káťa Kabanová
- Jessika, Foerster: Jessika